# Philharmonie nationale (Varsovie)
La Philharmonie nationale (polonais : Pałac Sobańskich) est une institution culturelle polonaise située 5 rue Jasna, dans l'arrondissement de Śródmieście, à Varsovie.

## Histoire
Le bâtiment sera détruit pendant les bombardements de Varsovie en 1944, puis reconstruit de 1949 à 1955.

## Sources
- (pl) Cet article est partiellement ou en totalité issu de l’article de Wikipédia en polonais intitulé « Filharmonia Narodowa » (voir la liste des auteurs).